# Juan Carlos Wasmosy
Juan Carlos Wasmosy Monti (Asunción, 15 dicembre 1938) è un politico paraguaiano.
È stato Presidente del Paraguay in carica dal 15 agosto 1993 al 15 agosto 1998.